# Гюнтерсдорф
Гюнтерсдорф (нем. Günthersdorf) — деревня в Германии, в земле Саксония-Анхальт. Входит в состав города Лойна района Зале.
Население составляет 1280 человек (на 31 декабря 2006 года). Занимает площадь 3,26 км².
Ранее Гюнтерсдорф имела статус общины (коммуны). С 2006 по 2009 год подчинялась управлению Лойна-Кёцшау. 31 декабря 2009 года вместе с рядом других населённых пунктов вошла в состав города Лойна. Последним бургомистром общины была Марианне Римайер.